# Pseudoleptogium
Pseudoleptogium is een geslacht van korstmossen behorend tot de familie Collemataceae. De typesoort is Pseudoleptogium diffractum.

## Soorten
Volgens Index Fungorum bevat het geslacht een soort (peildatum januari 2023):
| Soortnaam                  | Auteur(s)           | Publicatiejaar |
| -------------------------- | ------------------- | -------------- |
| Pseudoleptogium diffractum | (Kremp.) Müll. Arg. | 1885           |